# Hippotion stigma
Hippotion stigma är en fjärilsart som beskrevs av Rothschild och Jordan 1903. Hippotion stigma ingår i släktet Hippotion och familjen svärmare. Inga underarter finns listade i Catalogue of Life.